# Scott Peterson (auteur)
Ne doit pas être confondu avec Scott Peterson.
Scott Peterson (né le 9 décembre 1968) est un éditeur et scénariste de bande dessinée américain. 

## Biographie
Il a notamment travaillé auprès de Dennis O'Neil sur différents titres de Batman (1991-1998), écrit une quarantaine de numéros de Gotham Adventures (1999-2003) et est depuis 2006 éditeur chez WildStorm.

## Récompenses
- 1997 : Prix Eisner de la meilleure anthologie pour Batman : D'ombre et de lumière (avec Mark Chiarello)
- 1998 : Prix Harvey du meilleur album reprenant des travaux auparavant publiés pour Batman : Black & White Collected (avec Mark Chiarello et Georg Brewer)